# Ivan Fernald
Ivan Fernald (Paramaribo, 7 december 1955) is een Surinaams voormalige taekwondoka, docent, schooldirecteur, onderwijskundige en minister.

## Biografie

### Taekwondo
Ivan Fernald ging in 1973 voor studie aan de Academie voor Lichamelijke Opvoeding naar Nederland. 1974 begon mij met de beoefening van taekwondo en in 1976 met deelname aan wedstrijden. Datzelfde jaar werd hij kampioen van West-Nederland, een jaar later in freefight-taekwondo in Den Haag, in 1978 kampioen van Delft en van Zuid-Holland, en in 1978 en 1979 van de senioren-B van Nederland. In 1979 schreef hij ook nog vier andere toernooien op zijn naam.
Toen hij na zijn studie naar Suriname terugkeerde, richtte hij de taekwondoafdeling van de sportvereniging Yellow Birds op. Tijdens een drielandentoernooi dat jaar met Aruba en Guyana werd hij met het team van Suriname kampioen. Tijdens het Pan-Amerikaans kampioenschap taekwondo in 1981 behaalde hij brons en in 1984 goud, als eerste Surinaamse taekwondoka die dit eremetaal tijdens dit kampioenschap wist te verkrijgen. Tijdens het WK tussendoor in 1982 in Ecuador behaalde hij geen prijs. Op 24 mei 1987 maakte hij op 31-jarige leeftijd officieel zijn afscheid uit de actieve taekwondosport bekend. Hij bleef niettemin betrokken bij de vereniging Yellow Birds.

### Onderwijs
In 1982 jaar werd hij docent aan het Instituut voor Middelbaar Economisch en Administratief Onderwijs (Imeao) en vanaf 1984 was hij daar directeur. Hij bleef in deze functie actief tot hij in 2005 de politiek in ging.

### Politiek

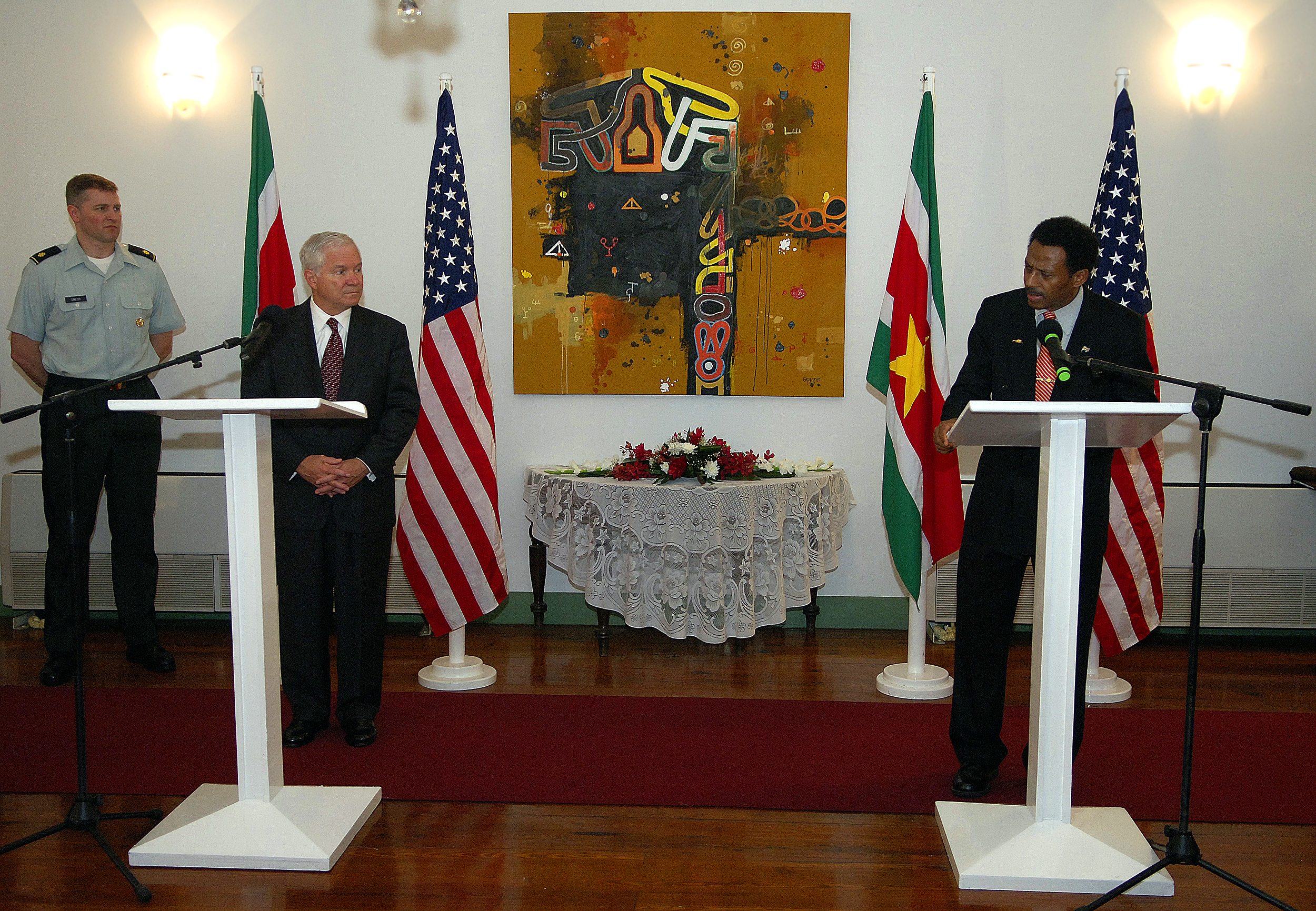
Fernald en Amerikaans minister Gates, 2007

Na de verkiezingen van 25 mei 2005 in Suriname waren er binnen de Nationale Partij Suriname (NPS) twee mogelijke kandidaten als opvolger van de minister van Defensie Ronald Assen: Gilbert van Dijk en Ivan Fernald. Tijdens een buitengewoon congres van de NPS viel de keuze op Fernald. Hij werd op 1 september beëdigd in het derde kabinet-Venetiaan.
Tijdens zijn ministerschap had hij de regie over de hulpoperatie na de overstromingen in 2006. Verder nam hij het initiatief voor duurzaam beleid voor militairen die meevochten tijdens de Binnenlandse Oorlog, liet hij militairen trainen met Nederlandse en Amerikaanse troepen, kreeg hij te maken met de bergingsoperatie na het ongeval van Blue Wing Airlines-vlucht PZ-TSO en met het bedaren van de onrust in Albina tussen verschillende bevolkingsgroepen.
In 2012 nam hij het tijdens interne verkiezingen om het partijleiderschap van de NPS op tegen Gregory Rusland. Uiteindelijk kreeg Fernald onvoldoende onderafdelingen achter zich en werd Rusland partijleider.
In juli 2025 zegde hij het lidmaatschap van de NPS op. Voor hem speelde vooral dat hij zich sinds 2012 persoonlijk buitengesloten voelde en omdat het volgens hem schort aan interne democratie binnen de partij.

### Wetenschappelijk werk
Van 2013 tot 2017 was hij coördinator van het wetenschappelijk bureau Japin van de NPS.
Hij is spreker tijdens avonden over het onderwijs en publiceerde een vijftal artikelen in Starnieuws over het onderwijs in relatie tot 45 jaar Surinaamse onafhankelijkheid. In 2020 en 2021 publiceerde hij boeken uit over het onderwijs en de politieke situatie in Suriname.

## Persoonlijk
Zijn kinderen volgden zijn voorbeeld en hadden eveneens succes in taekwondo; zijn zoon Kevin behaalde ook successen in het buitenland.

## Palmares
- 1976:  Taekwondo-kampioenschap West-Nederland
- 1977:  Freefight-taekwondo kampioenschap Den Haag
- 1978:  Taekwondo-kampioenschap van Delft
- 1978:  Taekwondo-kampioenschap van Zuid-Holland
- 1978:  Senioren-B Nederland
- 1979:  Senioren-B Nederland
- 1979:  Drielandentoernooi Suriname-Aruba-Guyana, in het team van Suriname
- 1981:  Pan-Amerikaans kampioenschap taekwondo
- 1984:  Pan-Amerikaans kampioenschap taekwondo